# MG Motor
MG Motor UK Limited (MG Motor) es un fabricante de automóviles de origen inglés creado en 2007. Es sucesor MG Cars fundado en 1924 por William Morris (1877–1963), fabricante de automóviles deportivos. 
Su sede central se encuentra en Longbridge, Birmingham, Inglaterra. Actualmente, es una subsidiaria de la empresa estatal china SAIC Motor, con sede en Shanghái, China.
MG es una marca conocida principalmente por sus coches descapotables biplazas deportivos, aunque también ha fabricado modelos sedán y cupé. Más recientemente también se ha utilizado la marca para algunos modelos de coches pertenecientes a su matriz, SAIC Motor.
La producción de MG cesó en la primavera de 2005 cuando el grupo al que pertenecía MG Rover Group se declaró en quiebra. Sin embargo, a comienzos de 2007 los nuevos propietarios de la marca que había adquirido la empresa MG Rover, retomaron la producción en la planta de Longbridge. A partir del 23 de septiembre de 2016 todos los modelos son producidos en la planta ubicada en China.

## Historia

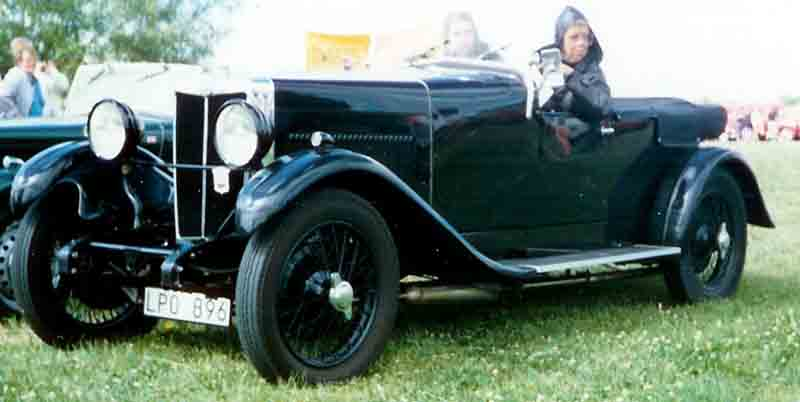
MG 18/80 Mk 1 Speed Model Tourer de 1930

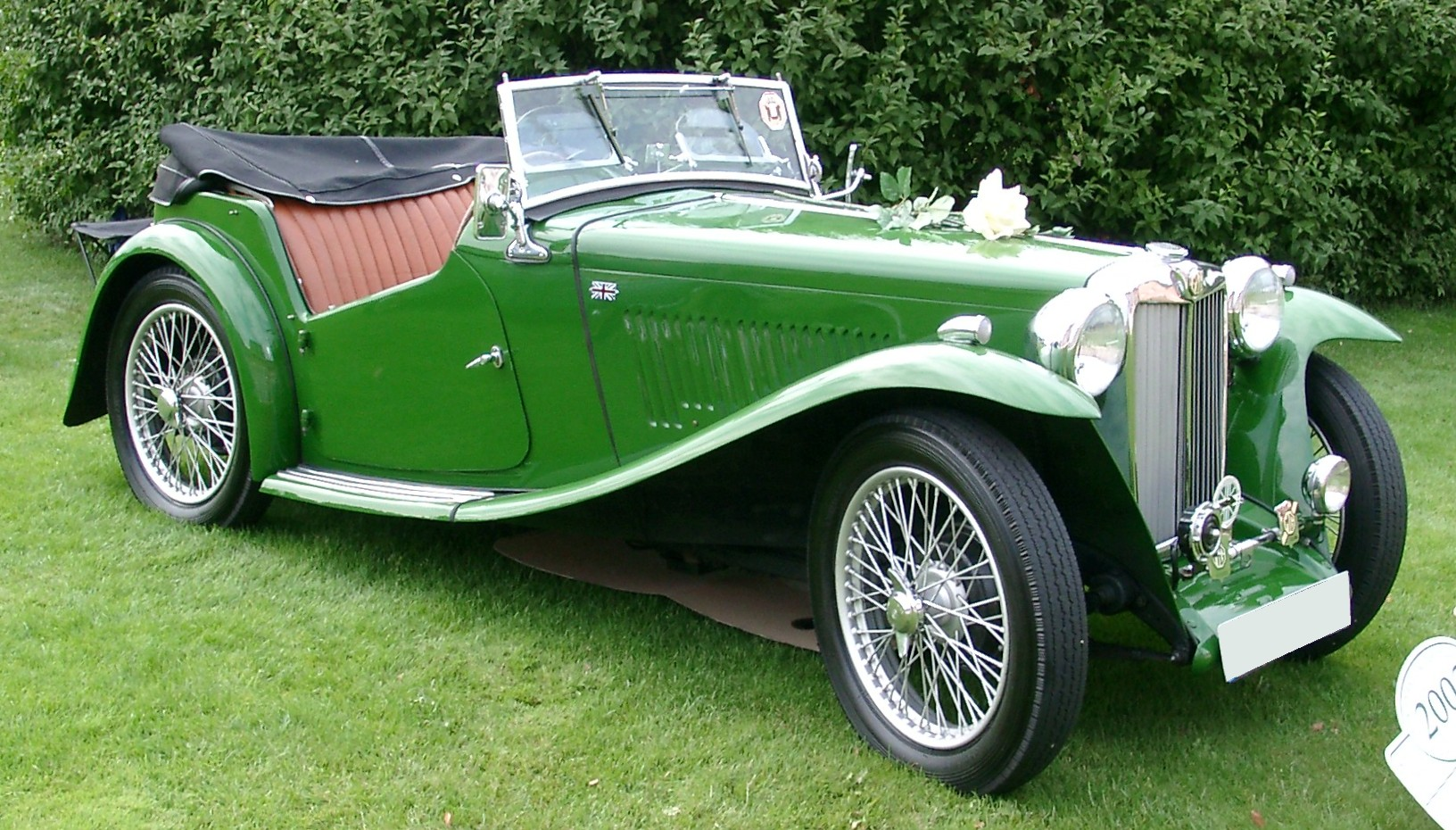
MG TA de 1936-39

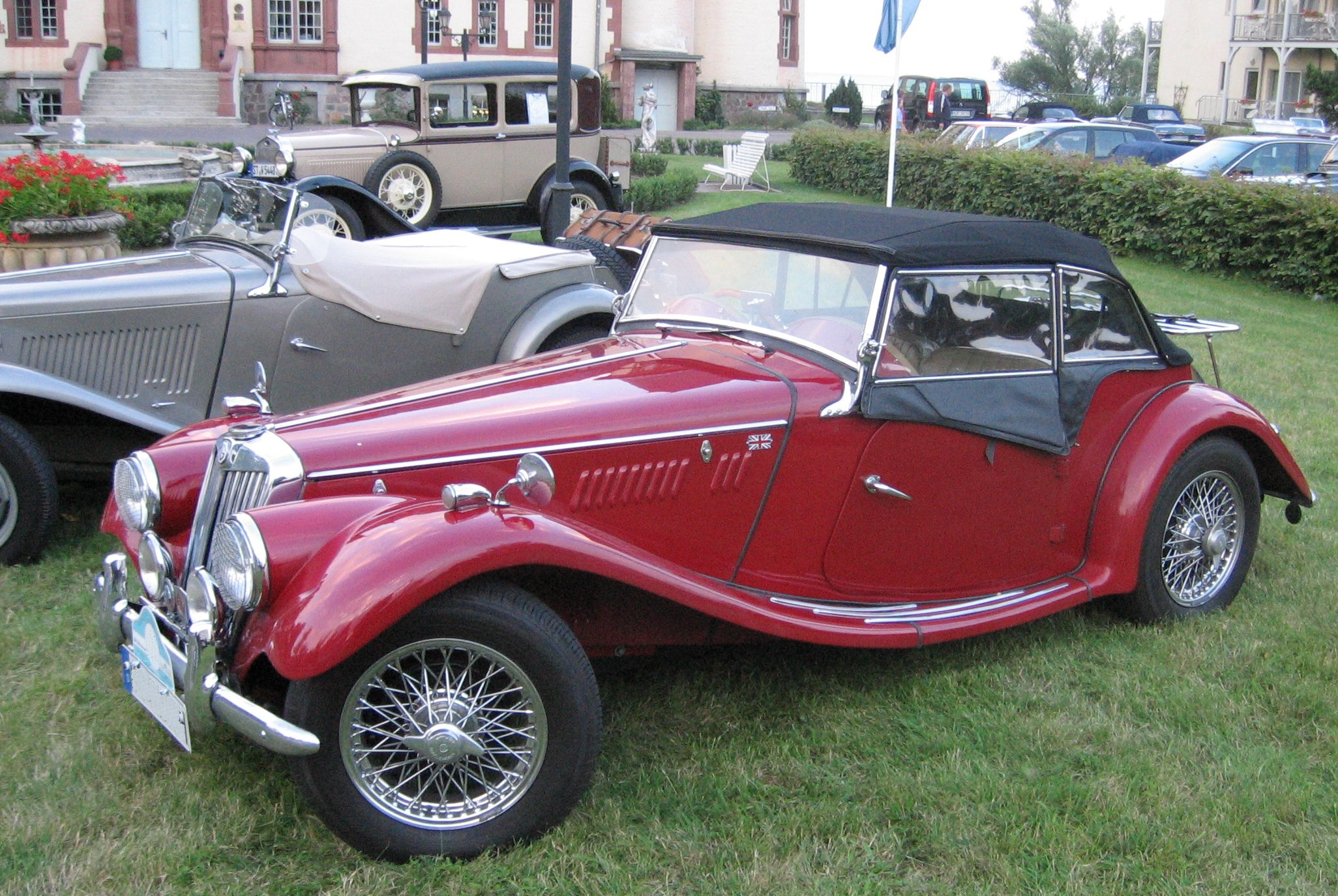
MG TF 1954-55

MG tomó su nombre de las siglas de «Morris Garages», un distribuidor de los coches de la marca Morris Motors en Oxford que comenzó a producir sus propias versiones de los diseños de Cecil Kimber, que se había unido a la compañía en 1921 como director de ventas y que fue ascendido a director general en 1922. Kimber continuó como director general hasta 1941, hasta que murió en 1945 en un accidente ferroviario. En 1952, la marca fue absorbida por la British Motor Corporation (BMC) para fusionarla con Austin. En esa época, los ingenieros se centraron en cubrir las necesidades de la clase media británica de la posguerra de la Segunda Guerra Mundial y John Thornley ocupó el puesto de director general, gestionando la compañía durante sus mejores años hasta su jubilación en 1969.
Estos vehículos de apariencia deportiva, pero de costo relativamente bajo y catalogados como coches de tamaño mediano, tuvieron gran acogida en el estrato social medio inglés, proporcionando además grandes ingresos por el número de unidades vendidas y sus repuestos no solamente en Inglaterra, sino también en Latinoamérica. La época dorada finalizó gradualmente con la llegada del Austin Mini.
El ingeniero Sir Alec Issigonis y su equipo crearon la línea Austin MG con sus versiones:
- Morris-1100
- Austin Morris 1100/1300 (BMC ADO16)
- Austin Farina A-40
- Austin MG 1300 Mark II

Más tarde British Leyland Motor Corporation se hizo cargo de Jaguar Cars en septiembre de 1966 y, en diciembre de ese año, BMC cambió su nombre a British Motor Holdings (BMH), que se unió con Leyland Motor Corporation en 1968 para formar British Leyland Motor Corporation (BLMC). A raíz de su nacionalización parcial, en 1975 se convirtió en BLMC British Leyland, más tarde solamente "BL". En medio de una mezcla de tensiones políticas y económicas internas y externas, la fábrica de Abingdon se cerró el 24 de octubre de 1980, y desde entonces la marca atravesó una época turbulenta. Después de que BL se convirtió en el Grupo Rover en 1986, la propiedad de la marca MG pasó a British Aerospace en 1988 y luego en 1994 a BMW.
Tras el colapso del grupo MG Rover, propietario de la marca MG desde su compra a BMW en el año 2000, se intentaron mantener las tradiciones de la marca con un modelo rejuvenecido del TF, pero la situación financiera no era sostenible y MG fue comprada por SAIC Motor, que pretende dar un nuevo impulso a la fabricación de estos coches e introducirlos en el mercado chino.

## Modelos

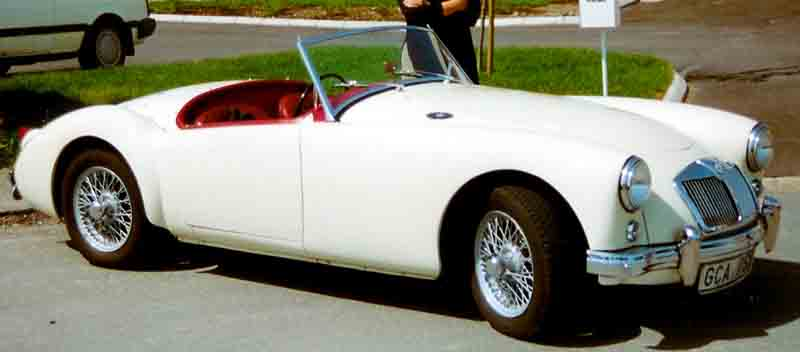
MG A Roadster de 1955-1962

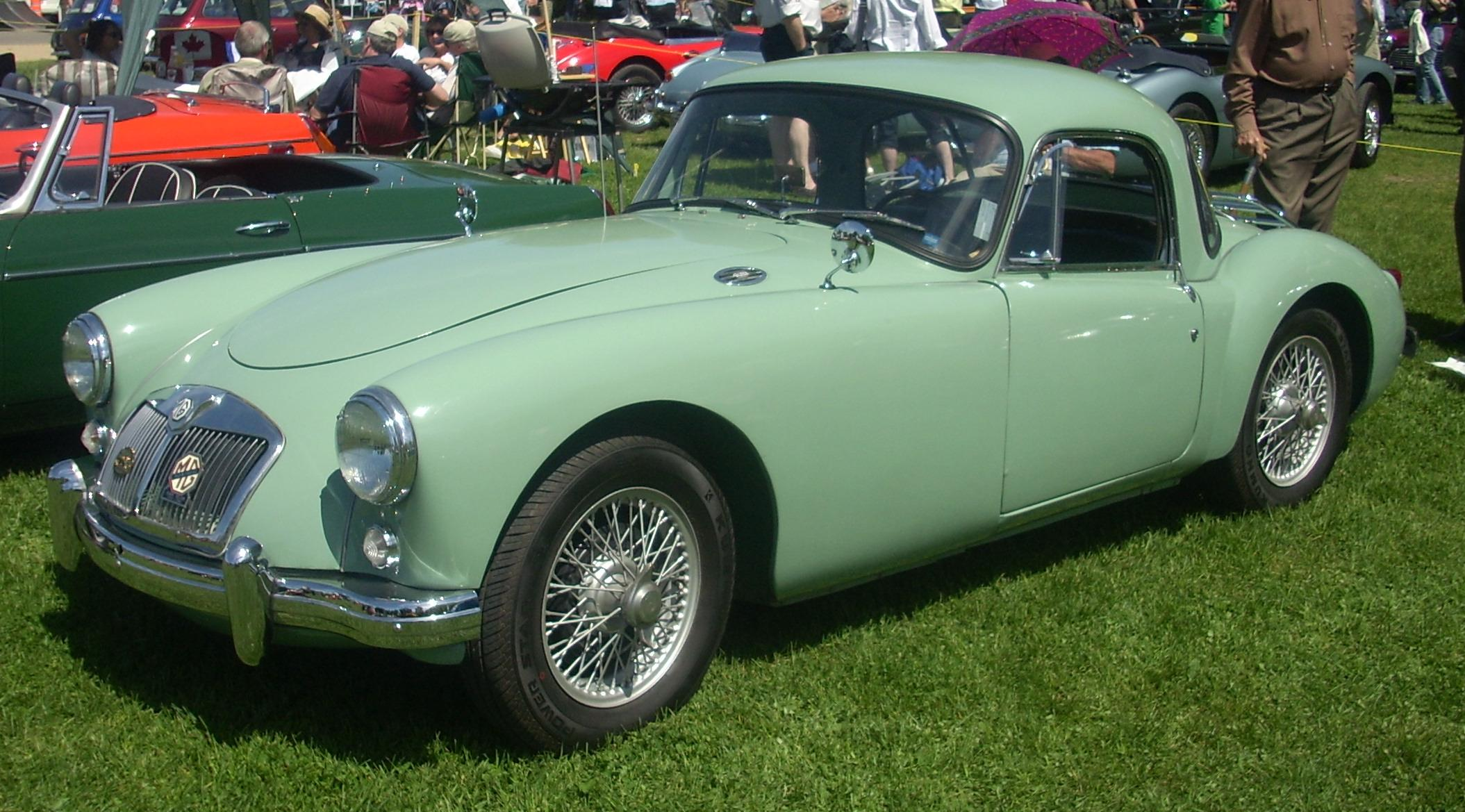
MG A Coupe de 1957

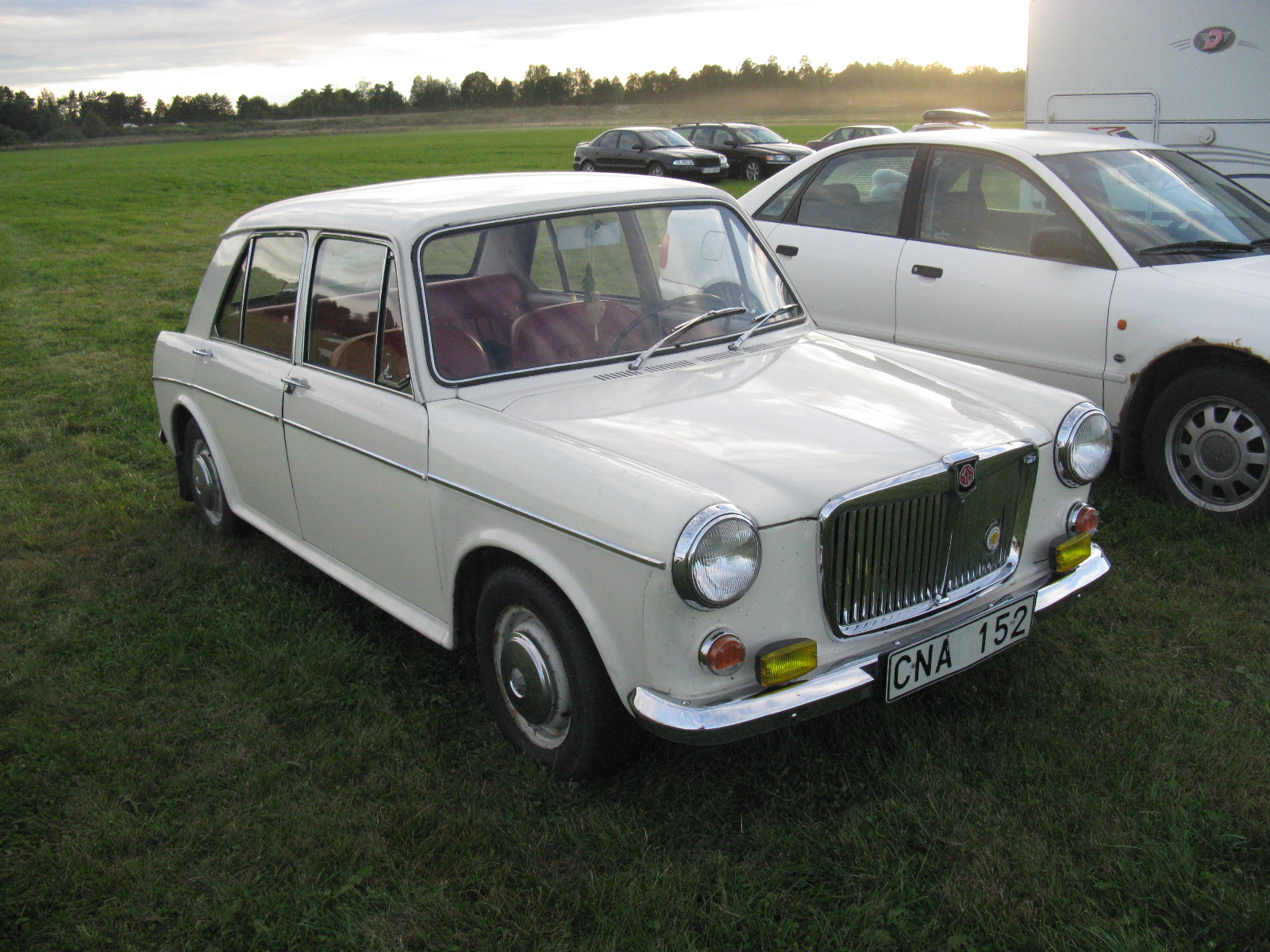
Austin MG 1300 MK II de 1967-71

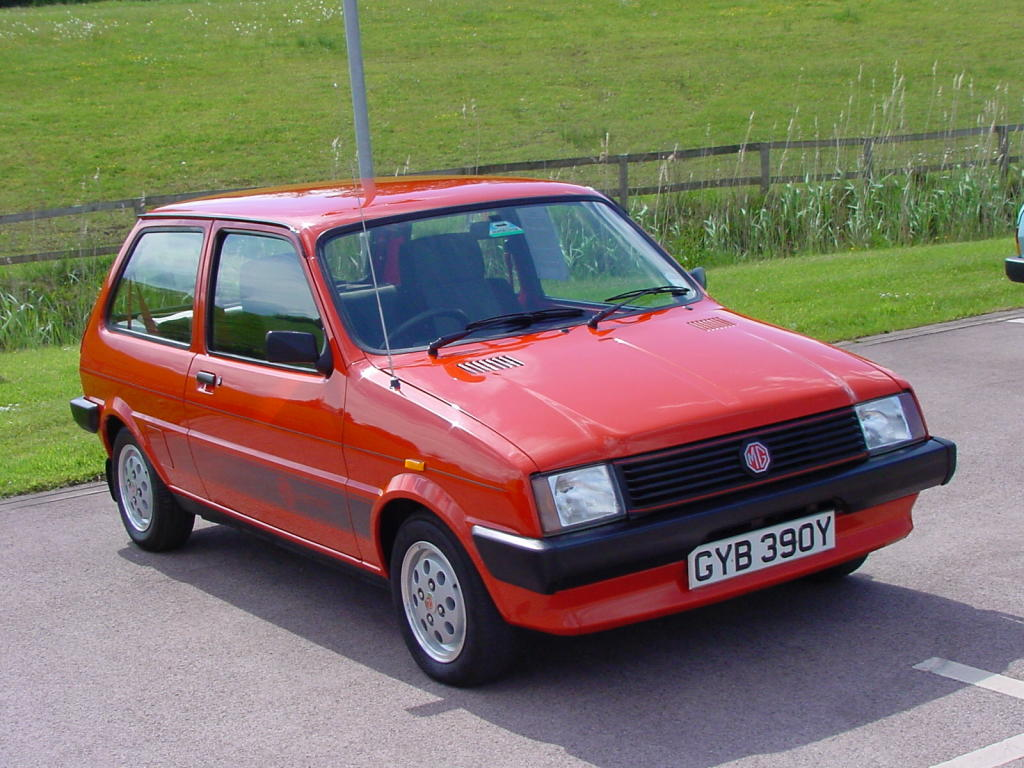
MG Metro 1300 de 1983

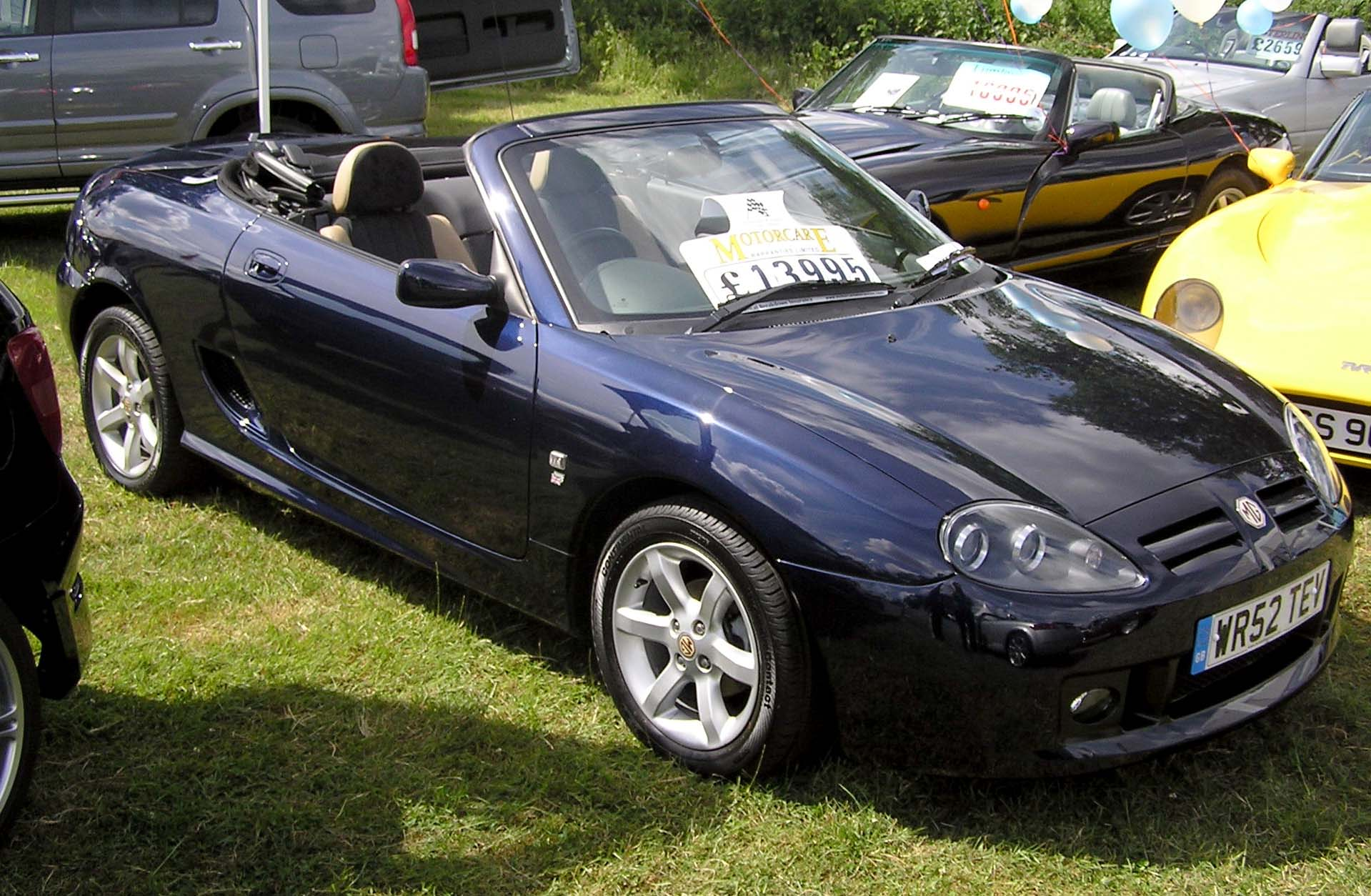
MG TF de 2002

El primer modelo, el MG 14/28 de 1924, consistió en un coche deportivo con un nuevo chasis partiendo del Morris Oxford. Sobre este modelo se desarrollaron varias versiones. El primer coche que puede ser descrito como un MG completamente nuevo, en lugar de un Morris modificado, fue el MG 18/80 de 1928, que tenía un diseño de chasis propio. Fue la primera aparición de la rejilla con su parteluz vertical tradicional en MG.
Un coche pequeño se puso en marcha en 1929, siendo el primero de una larga serie de «Midgets» que comenzó con el M-Type basado en el chasis de 1928 del Morris Minor. Luego MG produjo una línea de automóviles conocidos como los Midgets de la MG T-type que, después de la Segunda Guerra Mundial, fueron exportados en todo el mundo, logrando un éxito mayor del esperado. Estas series incluyen los tipos TA, TB, TC, TD; y los modelos TF, todos ellos basados en el modelo T con diversos grados de actualización.
MG se apartó de su línea anterior de las berlinas de lujo y diseños previos a la guerra, produciendo el MG A en 1955, con una carrocería muy distinta, pero con una mecánica muy similar a la de los vehículos previos.
Posteriormente, el MG B fue lanzado en 1962 para satisfacer la demanda de un coche deportivo más moderno y confortable, convirtiéndose en un éxito, pero su estética terminó siendo perjudicada por las normas de seguridad de países como Estados Unidos, y su producción duró hasta 1980. Después del éxito llegó el fracaso, y así lo sintió MG, pues los modelos siguientes no satisficieron las expectativas de los clientes, como el MG Midget de 1961. Hubo modelos que duraron muy poco en el mercado, como el MG C entre 1967 y 1969. Para consternación de muchos aficionados, el MG B de 1974 fue el último modelo fabricado con cromados debido a las nuevas regulaciones en Estados Unidos. Más adelante, después de la salida del MG B, aparecieron modelos como el MG Maestro y Montego que se mantuvieron a la venta hasta 1991 y el MG Metro que terminó su producción en 1990.
Después de la adquisición de MG por parte de 'grupo MG Rover, el Grupo Rover revivió el diseño de un biplaza con el MG RV8 en 1992. Posteriormente, Rover revivió la marca MG con el MG F, que fue un deportivo que salió a la venta en 1995, convirtiéndose en la primera producción masiva de un vehículo de «auténtico carácter MG», desde que cesó la producción del MG B en 1980. 
Tras las reestructuraciones del Grupo Rover, en la década de 2000 se introdujeron nuevos modelos deportivos basados en la moderna gama de coches Rover. En 2002 salió el modelo MG TF, que tuvo una vida efímera e interrumpida; y hasta la fecha fue el último deportivo de MG, cesando su producción en 2011.
Actualmente MG, ya en manos de SAIC Motor, cuenta con varios modelos que se venden en varios países del mundo, compartiendo la mecánica y la tecnología de sus modelos con la marca del Grupo SAIC llamada Roewe. Algunos modelos son el MG3 que es el modelo básico; cuenta con motores de 1,3 litros (79,3 plg³) de 91 HP (68 kW) y otro de 1,5 litros (91,5 plg³) de 107 HP (108 CV; 80 kW); y el Cross, una versión más robusta y deportiva del MG 3. Siguen modelos como el 350 de carrocería sedán y la misma mecánica del MG 3. También se producen modelos un poco más deportivos, como el MG 5; el MG GT, uno de los lanzamientos más recientes de la marca, que se presenta con 2 tipos de motorizaciones: con un motor 1,5 litros (91,5 plg³) que produce 107 HP (80 kW); y otra disponible con un motor 1,4 litros (85,4 plg³) con turbocompresor que rinde 154 HP (156 CV; 115 kW); el 550 y el MG 6 con motores de 1,8 litros (109,8 plg³) de 131 HP (133 CV; 98 kW) o 158 HP (160 CV; 118 kW) turbo; y por último está el MG 750, con un motor de 2.5 litros en V que produce 181 HP (184 CV; 135 kW).[cita requerida]

Gama actual:
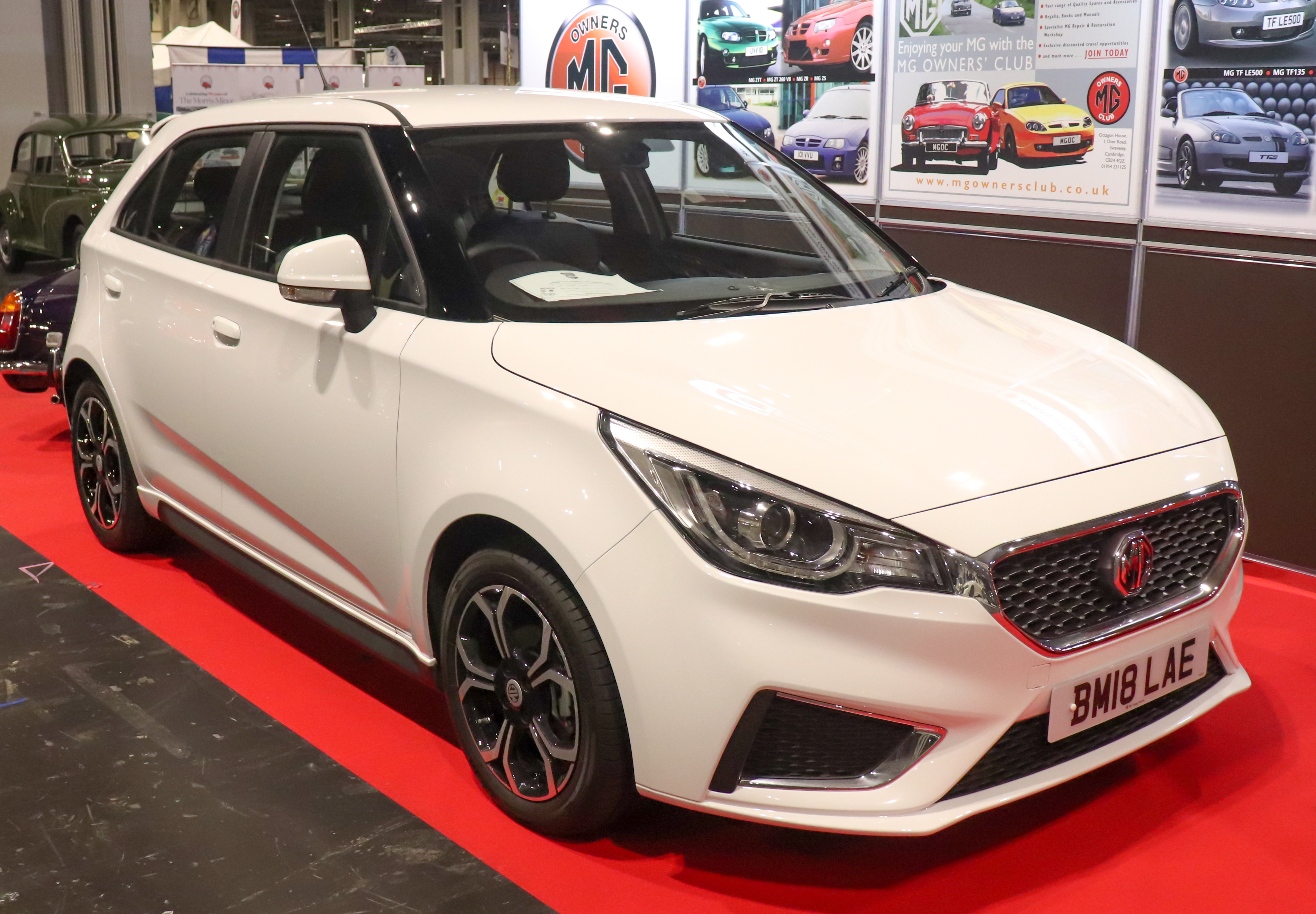
MG 3
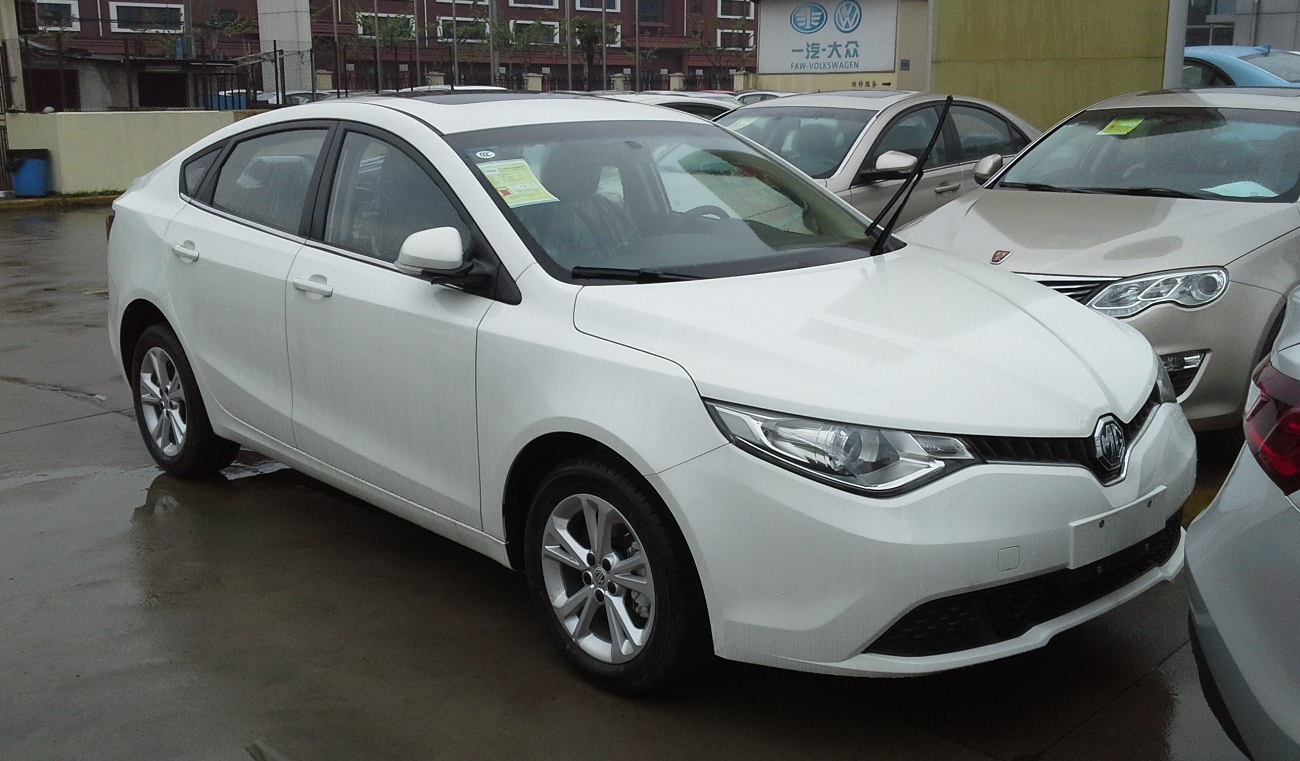
MG GT (MG 5)
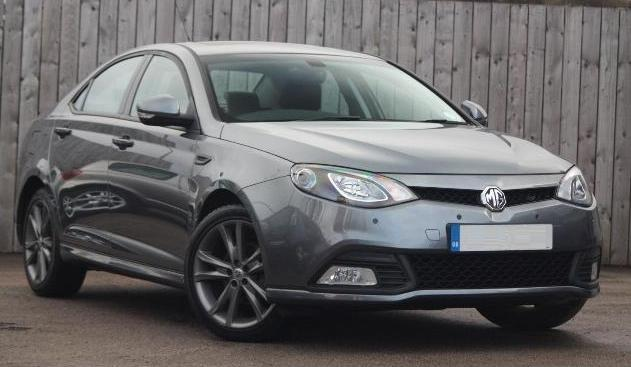
MG 6
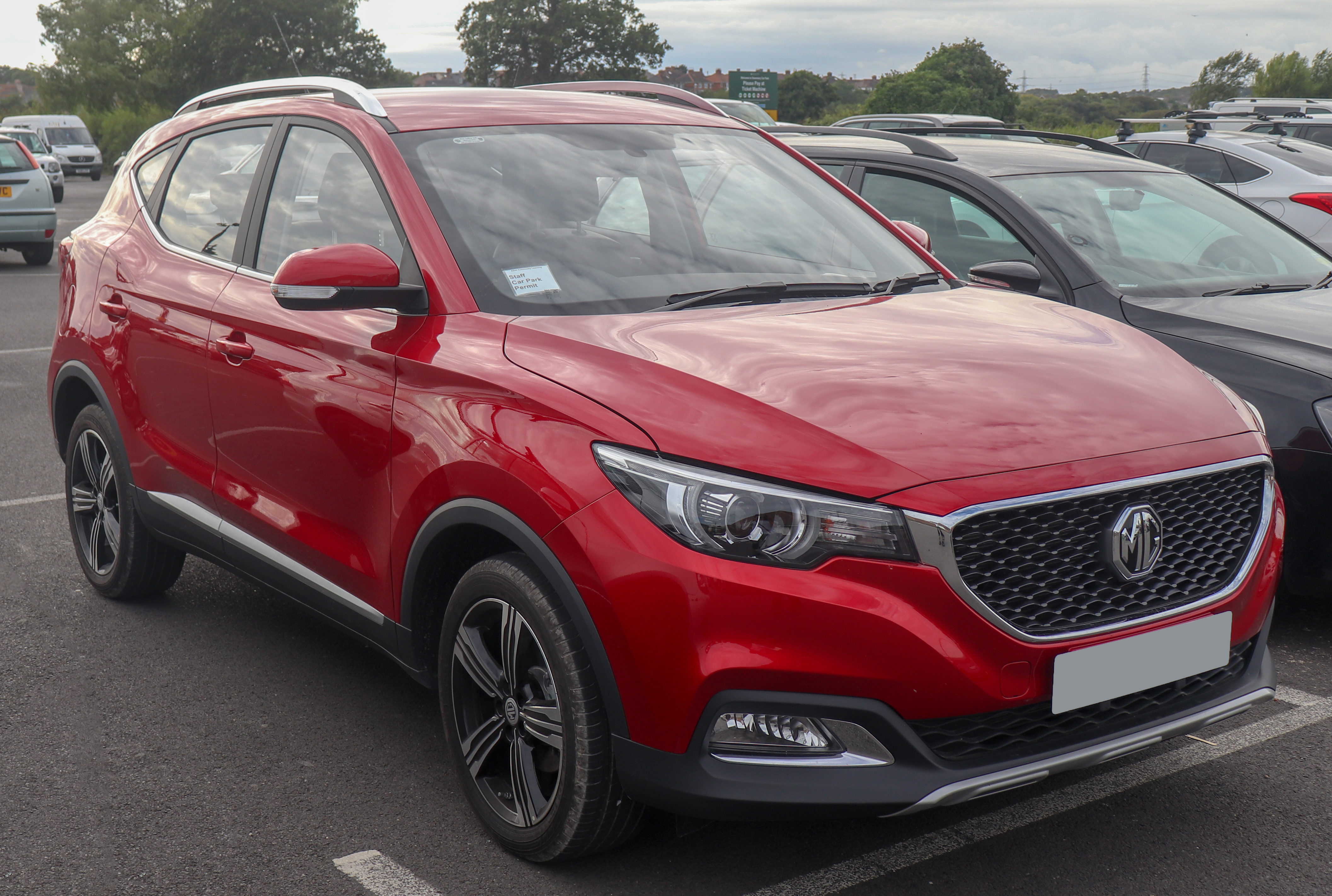
MG ZS
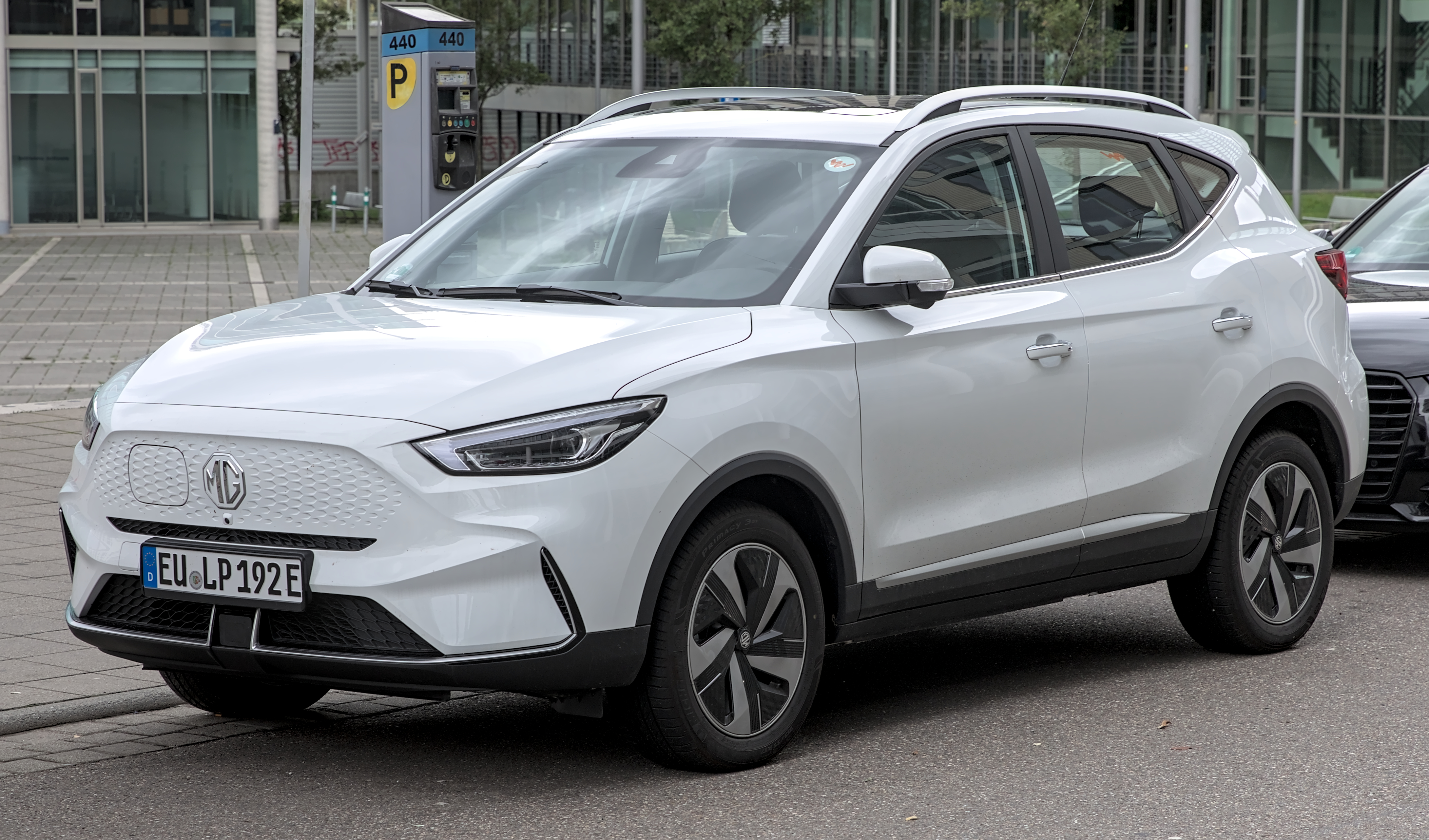
MG ZS EV
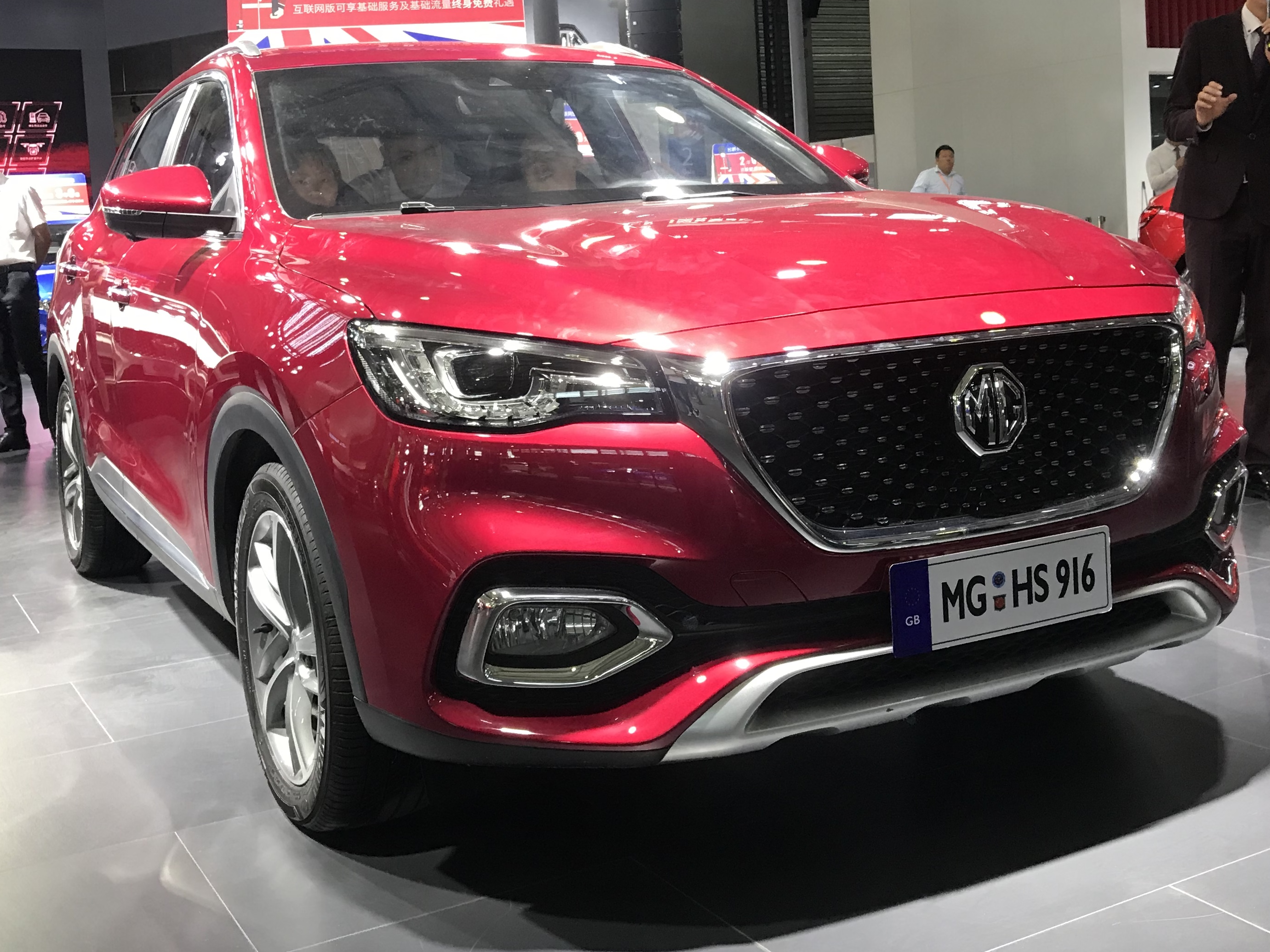
MG HS
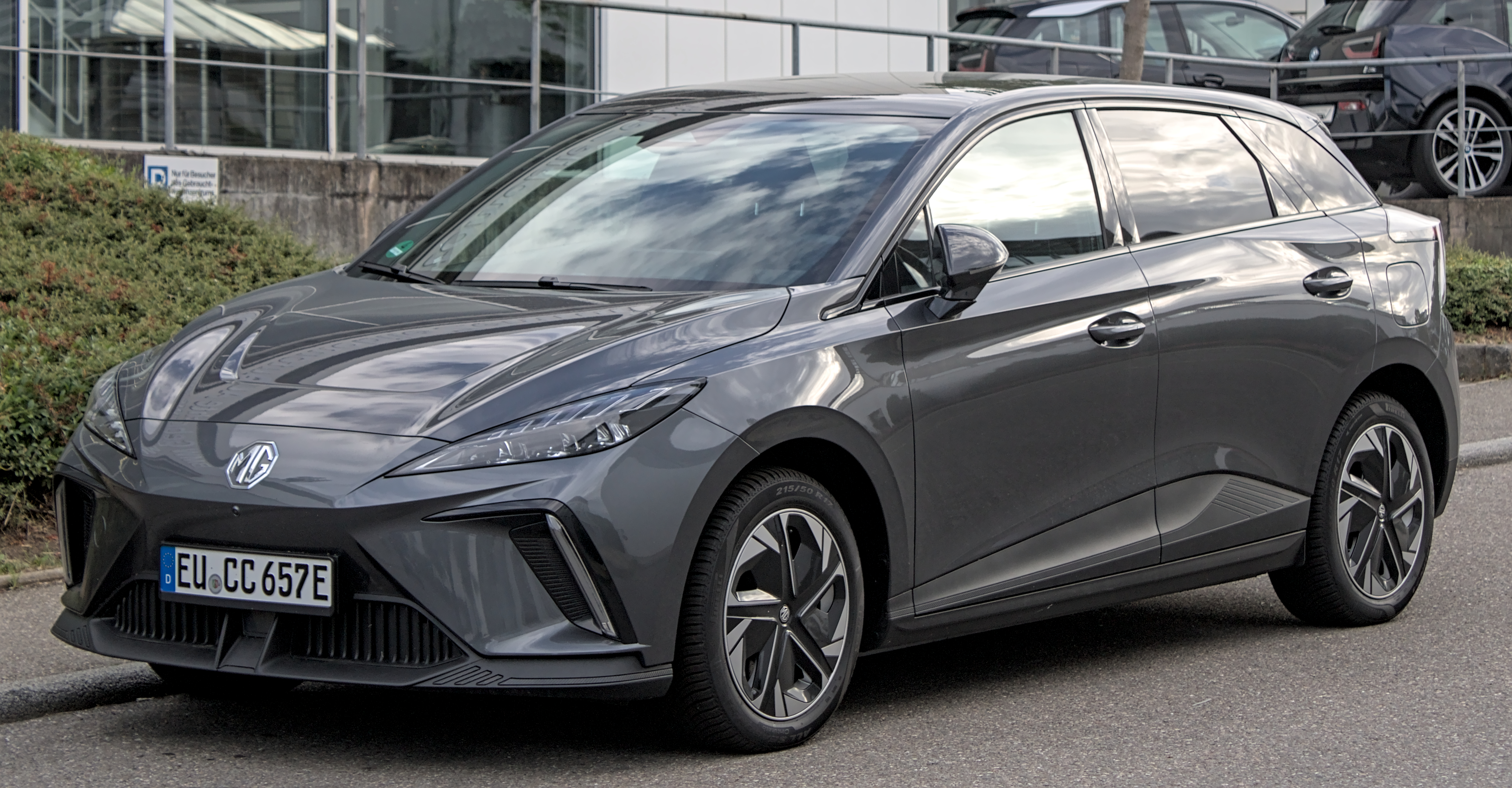
MG4

## Línea temporal
| 1885                  | 1896                      | 1901                      | 1904                      | 1905                      | 1910                      | 1913                      | 1922                      | 1930                      | 1951                      | 1952                      | 1961                      | 1962                      | 1965                      | 1966                      | 1967                      | 1968                              | 1981                              | 1982               | 1985               | 1986         | 1987            | 1993            | 1999                            | 2000                            | 2005                                  | 2006                                  | 2010                                  | 2011                                  | Presente                              |
| --------------------- | ------------------------- | ------------------------- | ------------------------- | ------------------------- | ------------------------- | ------------------------- | ------------------------- | ------------------------- | ------------------------- | ------------------------- | ------------------------- | ------------------------- | ------------------------- | ------------------------- | ------------------------- | --------------------------------- | --------------------------------- | ------------------ | ------------------ | ------------ | --------------- | --------------- | ------------------------------- | ------------------------------- | ------------------------------------- | ------------------------------------- | ------------------------------------- | ------------------------------------- | ------------------------------------- |
| Triumph Motor Company | Triumph Motor Company     | Triumph Motor Company     | Triumph Motor Company     | Triumph Motor Company     | Triumph Motor Company     | Triumph Motor Company     | Triumph Motor Company     | Triumph Motor Company     | Triumph Motor Company     | Triumph Motor Company     | Triumph Motor Company     | Leyland Motor Corporation | Leyland Motor Corporation | Leyland Motor Corporation | Leyland Motor Corporation | British Leyland Motor Corporation | British Leyland Motor Corporation | Austin Rover Group | Austin Rover Group | Grupo Rover  | Leyland DAF     | Leyland DAF     | LDV Group (Paccar)              | LDV Group (Paccar)              | Roewe - MG Motor - Maxus (SAIC Motor) | Roewe - MG Motor - Maxus (SAIC Motor) | Roewe - MG Motor - Maxus (SAIC Motor) | Roewe - MG Motor - Maxus (SAIC Motor) | Roewe - MG Motor - Maxus (SAIC Motor) |
|                       | Leyland Motor Corporation | Leyland Motor Corporation | Leyland Motor Corporation | Leyland Motor Corporation | Leyland Motor Corporation | Leyland Motor Corporation | Leyland Motor Corporation | Leyland Motor Corporation | Leyland Motor Corporation | Leyland Motor Corporation | Leyland Motor Corporation | Leyland Motor Corporation | Leyland Motor Corporation | Leyland Motor Corporation | Leyland Motor Corporation | British Leyland Motor Corporation | British Leyland Motor Corporation | Austin Rover Group | Austin Rover Group | Grupo Rover  | Rover Group plc | Rover Group plc | MG Rover Group                  | MG Rover Group                  | Roewe - MG Motor - Maxus (SAIC Motor) | Roewe - MG Motor - Maxus (SAIC Motor) | Roewe - MG Motor - Maxus (SAIC Motor) | Roewe - MG Motor - Maxus (SAIC Motor) | Roewe - MG Motor - Maxus (SAIC Motor) |
|                       |                           | Rover Company             |                           |                           |                           |                           |                           |                           |                           |                           |                           | Leyland Motor Corporation | Leyland Motor Corporation | Leyland Motor Corporation | Leyland Motor Corporation | British Leyland Motor Corporation | British Leyland Motor Corporation | Austin Rover Group | Austin Rover Group | Grupo Rover  | Rover Group plc | Rover Group plc | MG Rover Group                  | MG Rover Group                  | Roewe - MG Motor - Maxus (SAIC Motor) | Roewe - MG Motor - Maxus (SAIC Motor) | Roewe - MG Motor - Maxus (SAIC Motor) | Roewe - MG Motor - Maxus (SAIC Motor) | Roewe - MG Motor - Maxus (SAIC Motor) |
|                       | Riley Motors              | Riley Motors              | Riley Motors              | Riley Motors              | Riley Motors              | Riley Motors              | Riley Motors              | Riley Motors              | Riley Motors              | British Motor Corporation | British Motor Corporation | British Motor Corporation | British Motor Corporation | British Motor Holdings    | British Motor Holdings    | British Leyland Motor Corporation | British Leyland Motor Corporation | Austin Rover Group | Austin Rover Group | Grupo Rover  | Rover Group plc | Rover Group plc | MG Rover Group                  | MG Rover Group                  | Roewe - MG Motor - Maxus (SAIC Motor) | Roewe - MG Motor - Maxus (SAIC Motor) | Roewe - MG Motor - Maxus (SAIC Motor) | Roewe - MG Motor - Maxus (SAIC Motor) | Roewe - MG Motor - Maxus (SAIC Motor) |
|                       |                           | Wolseley Motors           |                           |                           |                           |                           |                           |                           |                           | British Motor Corporation | British Motor Corporation | British Motor Corporation | British Motor Corporation | British Motor Holdings    | British Motor Holdings    | British Leyland Motor Corporation | British Leyland Motor Corporation | Austin Rover Group | Austin Rover Group | Grupo Rover  | Rover Group plc | Rover Group plc | MG Rover Group                  | MG Rover Group                  | Roewe - MG Motor - Maxus (SAIC Motor) | Roewe - MG Motor - Maxus (SAIC Motor) | Roewe - MG Motor - Maxus (SAIC Motor) | Roewe - MG Motor - Maxus (SAIC Motor) | Roewe - MG Motor - Maxus (SAIC Motor) |
|                       |                           |                           | Austin Motor Company      |                           |                           |                           |                           |                           |                           | British Motor Corporation | British Motor Corporation | British Motor Corporation | British Motor Corporation | British Motor Holdings    | British Motor Holdings    | British Leyland Motor Corporation | British Leyland Motor Corporation | Austin Rover Group | Austin Rover Group | Grupo Rover  | Rover Group plc | Rover Group plc | MG Rover Group                  | MG Rover Group                  | Roewe - MG Motor - Maxus (SAIC Motor) | Roewe - MG Motor - Maxus (SAIC Motor) | Roewe - MG Motor - Maxus (SAIC Motor) | Roewe - MG Motor - Maxus (SAIC Motor) | Roewe - MG Motor - Maxus (SAIC Motor) |
|                       |                           |                           |                           | Morris Motors             | Morris Motors             | Morris Motors             | Morris Motors             | Morris Motors             | Morris Motors             | British Motor Corporation | British Motor Corporation | British Motor Corporation | British Motor Corporation | British Motor Holdings    | British Motor Holdings    | British Leyland Motor Corporation | British Leyland Motor Corporation | Austin Rover Group | Austin Rover Group | Grupo Rover  | Rover Group plc | Rover Group plc | MINI (BMW)                      | MINI (BMW)                      | MINI (BMW)                            | MINI (BMW)                            | MINI (BMW)                            | MINI (BMW)                            | MINI (BMW)                            |
|                       |                           |                           |                           |                           |                           |                           |                           | MG Cars                   | MG Cars                   | British Motor Corporation | British Motor Corporation | British Motor Corporation | British Motor Corporation | British Motor Holdings    | British Motor Holdings    | British Leyland Motor Corporation | British Leyland Motor Corporation | Austin Rover Group | Austin Rover Group | Grupo Rover  | Rover Group plc | Rover Group plc | Premier Automotive Group (Ford) | Premier Automotive Group (Ford) | Premier Automotive Group (Ford)       | Premier Automotive Group (Ford)       | Jaguar Land Rover (Tata Motors)       | Jaguar Land Rover (Tata Motors)       | Jaguar Land Rover (Tata Motors)       |
|                       |                           |                           |                           |                           | colspan=9                 | Jaguar Cars               | Jaguar Cars               | Jaguar Cars               | Jaguar Cars               | Jaguar Cars               | Jaguar Cars               |                           |                           | British Motor Holdings    | British Motor Holdings    | British Leyland Motor Corporation | British Leyland Motor Corporation |                    |                    |              |                 |                 | Premier Automotive Group (Ford) | Premier Automotive Group (Ford) | Premier Automotive Group (Ford)       | Premier Automotive Group (Ford)       | Jaguar Land Rover (Tata Motors)       | Jaguar Land Rover (Tata Motors)       | Jaguar Land Rover (Tata Motors)       |
|                       |                           |                           |                           |                           | Aston Martin              | Aston Martin              | Aston Martin              | Aston Martin              | Aston Martin              | Aston Martin              | Aston Martin              | Aston Martin              | Aston Martin              | Aston Martin              | Aston Martin              | Aston Martin                      | Aston Martin                      | Aston Martin       | Aston Martin       | Aston Martin | Aston Martin    | Aston Martin    | Premier Automotive Group (Ford) | Premier Automotive Group (Ford) | Premier Automotive Group (Ford)       | Premier Automotive Group (Ford)       | Aston Martin plc                      | Aston Martin plc                      | Aston Martin plc                      |